# Trun
Trun (německy a do roku 1943 oficiálně Truns) je obec ve švýcarském kantonu Graubünden, okresu Surselva. Nachází se v údolí Předního Rýna, asi 43 kilometrů jihozápadně od kantonálního hlavního města Churu, v nadmořské výšce 861 metrů. Má přibližně 1 200 obyvatel.

## Historie

Trun na ilustraci z 19. století

Historie Trunu sahá až do doby bronzové: v oblasti osady Caltgeras, severně od silnice z Trunu do Darvelly, je u náspu potoka doloženo osídlení z doby kolem roku 1200 př. n. l. Na pravém břehu Rýna u Grepaultu objevil Walo Burkart v roce 1931 sídliště z doby halštatské a raně středověké kostelní hradiště u Zignau. Některé zdi jsou viditelné dosud. Osídlení oblasti kolem Trunu bylo dokončeno nejpozději v raném středověku.
Od středověku tvořil Trun jako sousední obec panství Cadi spolu se Sumvitgem čtvrtý dvůr. Klášterní hrady Cartatscha, Friberg, Ringgenberg a Phiesel vymezovaly na východě državu kláštera Disentis od panství Waltensburg a Jörgenberg.
Trun byl v roce 1424 místem založení Šedé konfederace (Grau Bünden), do roku 1798 jejím soudem a do roku 1814 místem setkání. Vedle výše zmíněné kaple Caplutta Sontga Onna se od roku 1701 nachází čestný dvůr Šedé konfederace. Na bývalém klášterním nádvoří La Cuort, kde se od roku 1428 konalo Federální shromáždění Šedé konfederace, dnes sídlí Museum Sursilvan. V bývalé zasedací místnosti Šedé konfederace je mimo jiné vystavena část starého kmene javoru, pod nímž byla v roce 1424 založena Šedá konfederace, a také některá umělecká díla místního rodáka, malíře Aloise Carigieta.
Jméno Trun se objevuje v závěti biskupa Tella, který v roce 765 odkázal tuto oblast opatství Disentis. Název místa je pravděpodobně odvozen od názvu potoka Taurontum, pravděpodobně dnešního potoka Ferrera, který obcí protéká. Ferrera zase získala své jméno v době, kdy se na jihovýchodním úbočí Pez Nera (italsky Ferro) v údolí Punteglias těžilo železo. Potok pramení v ledovci Glatscher da Punteglias v nadmořské výšce asi 2345 metrů a ústí do Rýna jižně od osady Darvella asi 300 metrů východně od hranice obce. Elektřinu z jeho vody vyrábí elektrárna Ferrera od července 1999 s průměrnou roční výrobou 18 milionů kWh. Sklon od vstupu do elektrárny je 771 metrů.
Značka Truns, pocházející z místní továrny Fabrica da ponn byla od roku 1912 známá po celém Švýcarsku a kalhoty Truns byly poznávacím znamením „každého pravého Bündnera“ (obyvatele Graubündenu). V době svého největšího rozkvětu postavila společnost v letech 1960–61 novou továrnu a zaměstnávala 800 lidí. V roce 1993 společnosti došly peníze. 100 pracovních míst bylo zachráněno novým začátkem se zárukou obce. V roce 1999 se podnik opět ocitl v krizi a zavedl zkrácenou pracovní dobu. O rok dříve byla ukončena nerentabilní výroba uniforem a o dva roky později byla továrna definitivně uzavřena.
Od 1. ledna 2012 se obec Trun sloučila se sousední obcí Schlans.

## Geografie

Trun na leteckém snímku (1957)

Obec leží v pohoří Cadi v údolí Surselva na levém břehu Předního Rýna. S výjimkou osady Zignau s částmi Vricla a Chilgieri a vesnice Lumneins na pravém břehu Rýna leží všechna větší sídla severně (vlevo) od řeky. Nejvyššími vrcholy v jižní části obce jsou Cavistrau (3251 m), Piz Nadels (2789 m) a Piz Miezdi (2741 m). Nejseverozápadnějším bodem obce je Piz Urlaun, nejseverovýchodnějším bodem je Bifertenstock, románsky zvaný Pèz Durschin. Mezi těmito dvěma kouty se rozkládá horský masiv, který je zároveň hranicí s kantonem Glarus.
Nejnižším bodem obce je Rýn u osady Flantuosch v nadmořské výšce 811 metrů. Z celkové rozlohy obce přesahující 51 km² je 1744 ha (40 %) hornatých a 1463 ha (34 %) zalesněných. Z 1015 ha zemědělské půdy je 625 ha obděláváno jako alpské louky. Zbývajících 81 ha tvoří zastavěná plocha.
Sousedními obcemi jsou Sumvitg, Glarus Süd v kantonu Glarus, Breil/Brigels a Obersaxen Mundaun.

## Obyvatelstvo

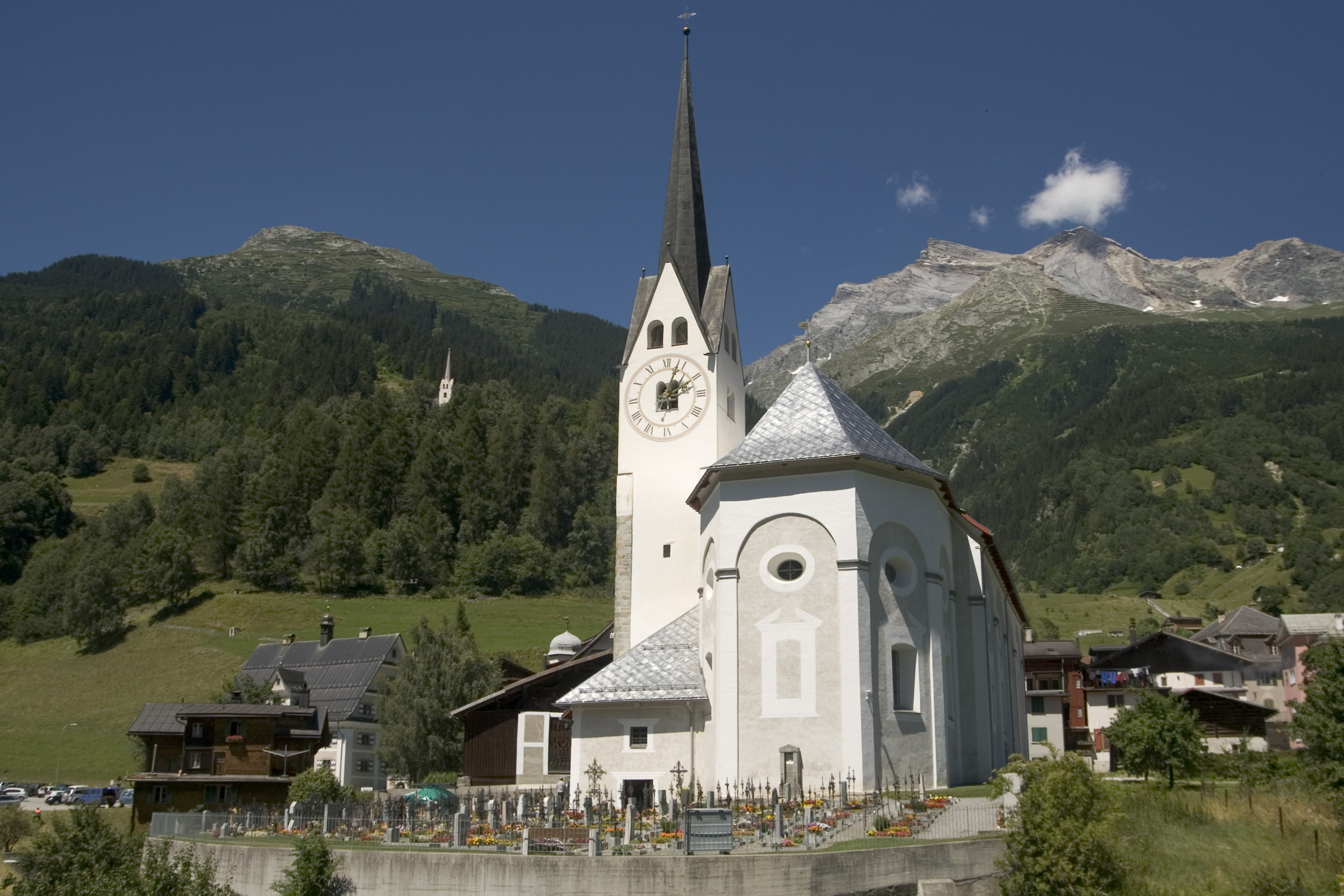
Kostel v Trunu

| Rok            | 1850 | 1900 | 1950 | 2000 | 2005 | 2010 | 2012 | 2014 | 2020 |
| Počet obyvatel | 1047 | 974  | 1598 | 1322 | 1267 | 1234 | 1221 | 1205 | 1161 |

Úředním i vyučovacím školním jazykem je rétorománský dialekt sursilvan. Při sčítání lidu v roce 2000 byly hlavní jazyky v obci: 79 % rétorománština, 15 % němčina.

## Doprava

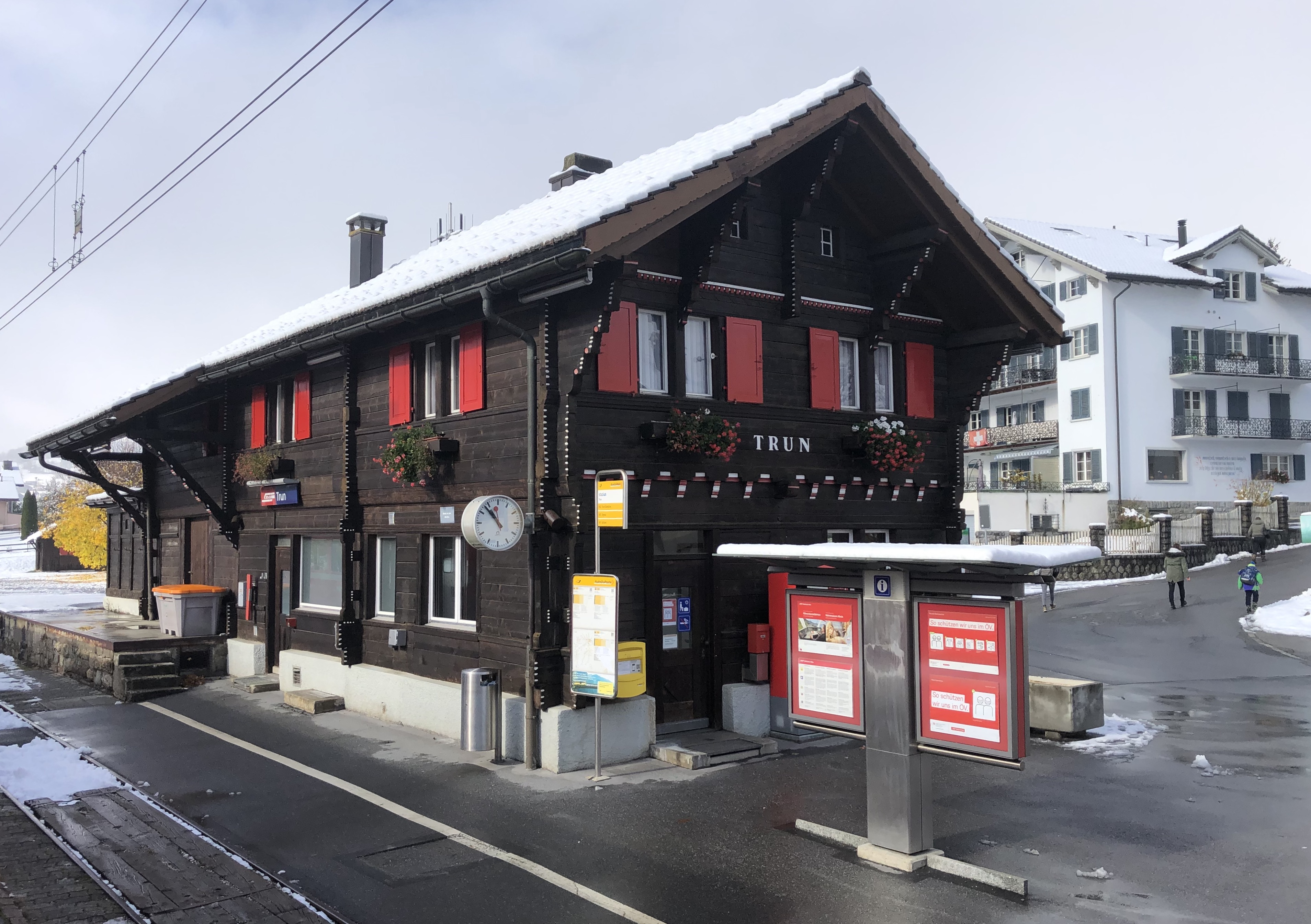
Železniční stanice Trun

Obcí prochází Surselvská trať, provozovaná Rhétskou dráhou. V obci se nachází stejnojmenná železniční stanice.
Silniční spojení zajišťuje hlavní silnice č. 19 (Tamins – Disentis – Andermatt), vedoucí přímo centrem obce. Nejbližší dálniční spojení je na dálnici A13 v Reichenau.

## Osobnosti
- Alois Carigiet (1902–1985), malíř, grafik a ilustrátor
- Vitus Huonder (* 1942), římskokatolický biskup a doktor teologie, mezi lety 2007–2019 biskup diecéze Chur